# Refugio contra incendios

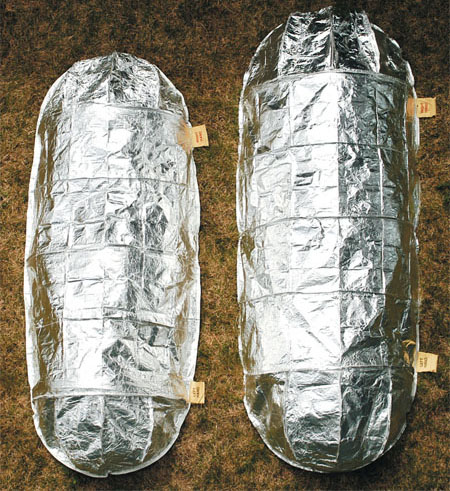
Refugios contra incendios emitidos por el gobierno federal de EE. UU. En el estado desplegado

Un refugio contra incendios es un dispositivo de seguridad de último recurso utilizado por los bomberos forestales cuando quedan atrapados por incendios forestales. Si bien un refugio de este tipo no puede soportar el contacto sostenido con las llamas, puede proteger la vida de un bombero en un incendio de pasto de corta duración. Además, está diseñado para reflejar el calor radiante, proteger contra el calor convectivo y atrapar el aire respirable (la mayoría de las muertes de los bomberos se deben a la inhalación de gases calientes) para que los bomberos puedan sobrevivir en áreas no quemadas rodeadas de fuego intenso durante más de una hora.
Requeridos por primera vez en los Estados Unidos en 1977, los refugios contra incendios están construidos con capas de papel de aluminio, sílice tejida y fibra de vidrio. Cuando se despliega, sus dimensiones máximas son 86 pulgadas x 15,5 pulgadas x 31 pulgadas (aproximadamente 218,44 cm x 39,37 cm x 78,74 cm) y tiene la forma de un montículo. Cuando el refugio está empaquetado en su estuche de transporte, sus dimensiones son aproximadamente 21,59 cm x 13,97 cm x 10,16 cm (8,5 x 5,5 x 4 pulgadas). El refugio contra incendios de nueva generación se desarrolló en 2002 para reemplazar el refugio contra incendios de estilo antiguo que tiene la forma de una tienda de campaña y tiene un estuche de transporte. Sus dimensiones son más pequeñas que las del refugio de la vieja generación, ahora pesan aproximadamente 4.4 libras (2.0 kg).
El primer uso conocido de un refugio contra incendios fue en 1804, cuando un niño se salvó de un incendio en la pradera cuando su madre lo cubrió con una piel de bisonte fresca. William Clark anotó en su diario que el fuego no quemó la hierba alrededor del niño. En los Estados Unidos, los bomberos forestales comenzaron a utilizar refugios contra incendios a fines de la década de 1960 y han demostrado ser extremadamente efectivos. En más de 1.200 usos hasta 2013, solo se habían producido 41 muertes.